# Katedra greckokatolicka w Londynie
Katedra greckokatolicka świętej Rodziny na wygnaniu (ang. The Ukrainian Catholic Cathedral of the Holy Family in Exile) – katedra eparchii Świętej Rodziny w Londynie kościoła katolickiego obrządku bizantyjsko-ukraińskiego. Mieści się w londyńskiej dzielnicy Mayfair, w gminie City of Westminster, przy ulicy Duke Street.
Kościół został zbudowany w latach 1888–1891 i zaprojektowany przez Alfreda Waterhouse'a jako kościół kongregacjonalny. Wybudowany z czerwonej cegły i bogato ozdobiony płowożółtą terakotą; dach pokryte dachówkami. Świątynia reprezentuje karoliński styl romański. Kościół znajduje się między ulicami Binney Street i Duke Street. Nad prostokątnym parterem wznosi się eliptyczny korpus nawowy, trzyczęściowy, zachodnie wejście od strony ulicy Duke Street; to symetria złamana przez południowo-zachodnią narożną wieżę z iglicą i z lewej strony przez szczyt i wieżyczkę wentylacyjną. Potrójna arkadowa kruchta w antach sięgająca do biegu schodów; grupa środkowa z wysokimi wąskimi okrągło-łukowymi oknami lancetowymi powyżej, wpisana w łuk wypełniający i rozbudowany szczyt z arkadowymi machikułami. Wieża posiada wąskie arkadowe przesłony na środkowym przęśle i ośmiokątne przęsło z dzwonami na planie kwadratu; pinaklowe, narożne przypory; iglica z małymi szczytami. Sprzężone, zakończone szczytami, otwory drzwiowe z głównymi schodami od strony narożnika ulic Binney Street i Weighhouse Street; podwyższone przez lukarnę, zakończoną szczytami na gzymsie parterowej kondygnacji. Eliptyczna sala posiada stromy, czterospadowy dach z żelaznym kalenicowym zwieńczeniem.